# 尾上定正
尾上 定正（おうえ さだまさ、1959年〈昭和34年〉5月31日 - ）は、日本の元航空自衛官。
第24代航空自衛隊補給本部長で最終階級は空将。現在は防衛省参与。

## 略歴
奈良県出身。昭和57年3月に防衛大学校（26期）を卒業し、航空自衛隊入隊。統合幕僚監部報道官、第2航空団司令、防衛大学校防衛学教育学群長 兼 防衛大学校教授、統合幕僚監部防衛計画部長、航空自衛隊幹部学校長、北部航空方面隊司令官等を歴任し、第24代航空自衛隊補給本部長を最後に、2017年に退官。2023年12月から防衛大臣政策参与。